# Nd:YAGレーザー

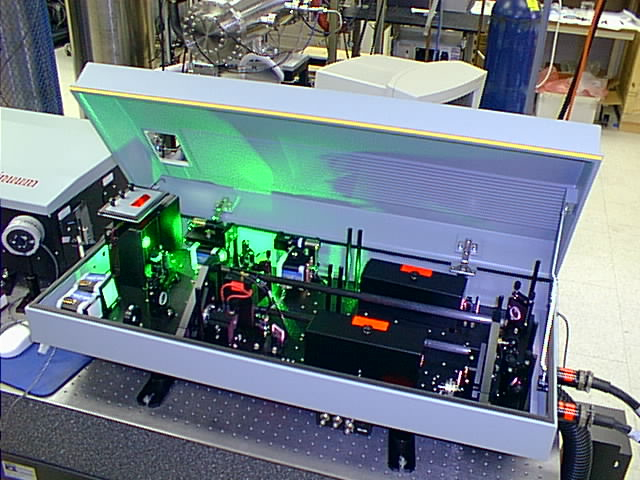
緑色(532nm)の第2高調波でレーザー発振している様子

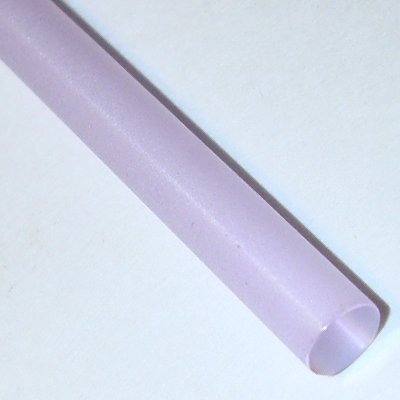
Nd:YAGレーザーロッド

Nd:YAGレーザー（ねおじむやぐれーざー）、はYAGの結晶を製造する過程でイットリウムを数%のネオジム（元素記号Nd）でドープ（添加）した結晶を用いるYAGレーザーのことである。研究開発、産業用、医療用レーザーとして最も多く用いられている。中心周波数はλ=1064nm
最初のNd:YAGレーザーの運用は、Geusicらによって1964年にベル研究所で行われた。